# Alexander Alexandrowitsch Wesnin

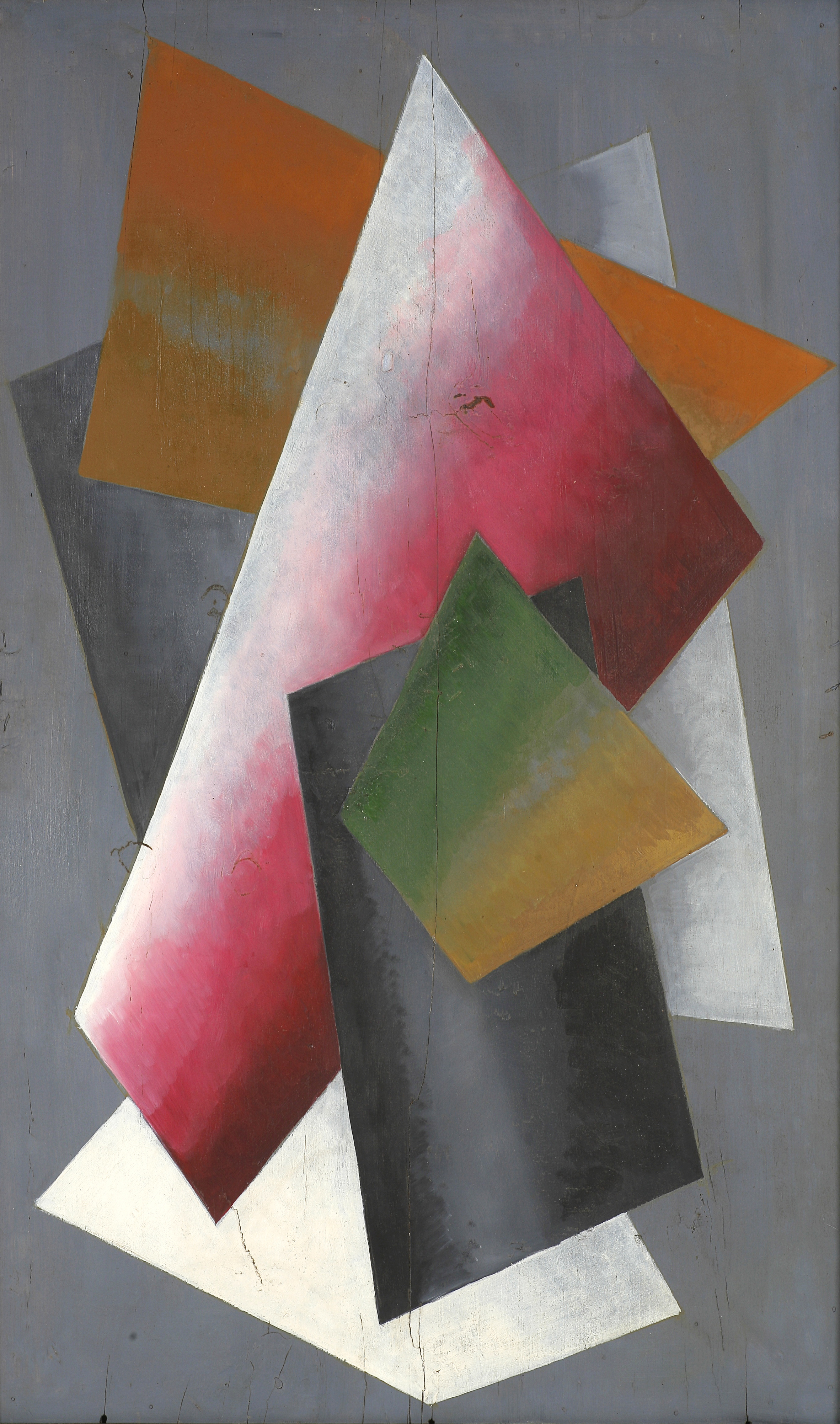
Komposition (1915)

Alexander Alexandrowitsch Wesnin (russisch Александр Александрович Веснин; * 28. Maijul. / 9. Juni 1883greg. in Jurjewez; † 7. November 1959 in Moskau) war ein russischer und sowjetischer Architekt und Hochschullehrer.

## Leben
Alexander Wesnin und seine älteren Brüder Leonid und Wiktor wuchsen in einer wohlhabenden Familie auf, in der das Lesen und die Musik gepflegt wurden. Alexander Wesnin absolvierte die Moskauer Handelsakademie und studierte dann wie sein Bruder Wiktor am St. Petersburger Institut für Zivilingenieurwesen (1901–1912). 1904 unterbrachen sie ihr Studium und arbeiteten als Assistenten von Architekten. Sie beteiligten sich an Architekturwettbewerben und arbeiteten in den Künstlerstudios von K. F. Juon, I. O. Dudin, W. J. Tatlin und anderen. 1912 erhielt Alexander das Ingenieur-Diplom. Seine ersten Projekte entsprachen noch einem verfeinerten Neoklassizismus.
Nach der Oktoberrevolution gestaltete Wesnin von 1919 bis 1925 Bühnenbilder in Moskauer Theatern: Mariä Verkündigung von Paul Claudel (1920), Phèdre (1922, Inszenierung A. J. Tairow), Der Mann, der Donnerstag war nach G. K. Chesterton (1923, Inszenierung S. D. Krschischanowski) im Kammertheater, Der Revisor (1919), Der tolle Tag oder Figaros Hochzeit (1920), Eugène Scribes Wege zum Ruhm (1922) im Maly-Theater und I. A. Nowikows Adalminas Perle nach einer Erzählung von Zacharias Topelius (1921) im Moskauer Theater für Kinder.
1920 begann Wesnin an den Höheren Künstlerisch-Technischen Werkstätten (WChUTEMAS) zu lehren. Zusammen mit Ljubow Popowa führte er die Anfangskurse der Malerei-Fakultät der WChUTEMAS. Beide gehörten zur Arbeitergruppe der Objektivisten, deren theoretische Diskussionen sich auf die Analyse, Darstellung und Wirkung der Farbe konzentrierten. Beide schufen 1920 ein Modell für eine Theatertruppenparade in Moskau für die III. Internationale, für die Meyerhold die Regie übernehmen sollte. Nach den erhaltenen Zeichnungen war ein Teil des Modells die aus geometrischen Formen gebildete Zukunftsstadt mit Pyramiden und an Maschinenteile erinnernden Rädern, die aus den Dekorationen des Theaterstücks Der Mann, der Donnerstag war konstruiert war. Alexander Wesnin, Ljubow Popowa, Alexandra Exter, Alexander Rodtschenko und Warwara Stepanowa zeigten auf der Ausstellung 5x5=25 in Moskau 1921 ihre abstrakten geometrischen Arbeiten im Gegensatz zu den üblichen expressionistischen Formen als Ende bzw. Tod der Kunst.
1923 gehörten die Wesnin-Brüder zu den führenden Konstruktivisten. 1925 gründeten Alexander Wesnin und Moissei Ginsburg zusammen mit anderen die OSA-Gruppe, die die führenden Konstruktivisten vereinigte. Zusammen mit Ginsburg gab er die Zeitschrift SA (Gegenwartsarchitektur) mit sechs Ausgaben pro Jahr heraus (1926–1930). Dazu gab er die Zeitschrift Der Sowjetische Künstler heraus. 1924 war Alexander Wesnin am Entwurf des Gebäudes der Leningrader Prawda beteiligt sowie am Haus der AKROS-Gesellschaft. Er unterstützte die Arbeiten von Le Corbusier. 1927–1932 führten die Wesnin-Brüder das DneproGES-Projekt durch, das sie als eine ihrer besten Arbeiten ansahen. 1930–1934 war Alexander Wesnin am Bau des SIL-Kulturpalasts beteiligt, der 1966–1976 von R. P. Aldonina restauriert wurde. Ab 1933 leiteten Alexander und Wiktor Wesnin eines der Projektbüros des Moskauer Stadtsowjets (später des Volkskommissariats für Schwerindustrie bzw. dann des für Erdölindustrie). 
Alexander Wesnin wurde auf dem Moskauer Nowodewitschi-Friedhof neben seinen Brüdern begraben.